# 伊藤えん魔のAMam
伊藤えん魔のAMam（いとうえんまのエイエム・エイエム）は、2004年10月から2008年9月まで朝日放送ラジオ（ABCラジオ）で毎週木曜深夜（金曜未明）0:30-1:00に放送していたバラエティー番組。

## 概要
この番組は関西を中心に演劇活動を行う「劇団・ファントマ」の座長である伊藤えん魔を店長（メインパーソナリティー）に迎え、深夜にこっそりと営業するコンビニエンスストアという設定（題名は実在するコンビニ・am/pmのパロディー）で、劇団・ファントマのメンバーが店員やお客さんとして登場。リスナーからの投書や世界各地にある珍しいコンビニの紹介、ゲストを招いたトークコーナーなどで展開される。番組の内容はインターネット放送（Webio）でも聞くことが出来る。
なお、2005年8月は高石市のラジオ放送送信所の施設更新工事に伴い休止。また、2005年10月30日（当初はプロ野球日本シリーズ中継の予定だったが千葉ロッテマリーンズ4連勝=対戦相手・阪神タイガース=のため開催されず）には初めての1時間スペシャルが20時から行われた。

## キャスト
- 店長　伊藤えん魔
- 店員・客　きんた・ミーノ
  - 過去の出演　美津乃あわ、浅野彰一、腹筋善之介、坂口修一
美津乃、浅野は番組開始当初からのレギュラーだったが、舞台公演出演の都合上浅野は2007年7月ごろ、美津乃も2008年2月をもって卒業。また腹筋は準レギュラーで、レギュラー出演者が諸事情で出演できない場合の補助的な形で出演していた。坂口も準レギュラーだったが、浅野の卒業の関係もあり2007年7月ごろ以後はレギュラーでの出演となっていたが2008年3月にやはり舞台公演出演などの都合で卒業となった。

## 番組の流れ
- 企画会議：コンビニでこんな商品があったらというアイデアをリスナーの意見などにも基づきながら出演者が話し合いをする。リスナーからの投書採用の場合は記念品の「ガチャポンバッヂ」（玩具店などにあるカプセルに入ったバッチ）が贈呈される。
- 世界のコンビニから：世界の車窓からのパロディーで、世界各地にある珍しいコンビニエンスストアについて伊藤が紹介する
- 達人トーク：毎回ある仕事の達人が登場してその仕事の舞台裏を出演者と語り合う
- うわさの入荷情報：美津乃がコンビニで見つけたアイデアグッズをサンプリングする
- 企画会議と達人トークの前にはそれに関連したミニコント（寸劇）がある

2006年5月ごろから企画会議に時間を割くようになったため、達人トークと世界のコンビニからの放送機会がない時が多い。
- 2008年4月から、人材派遣会社・シティートラストが協賛するようになった。

## 常連
- 三浦
- 女王様
- 妄想姫（旧えろねね、おこねね）
- ギター男
- ライター
- モダンジャズが聞こえる